# Vide quantique
Pour les autres aspects du vide en physique, voir Vide (physique). Pour le vide dans d'autres domaines, voir Vide (page d'homonymie).
En physique, le vide quantique décrit l'état du vide selon les principes de la mécanique quantique. Alors que l'on croyait l'univers rempli d'éther, la physique du XXe siècle a abandonné cette notion pour un espace littéralement vide de matière. Les principes quantiques montrent que ce vide est en réalité rempli d'énergie qui engendre de nombreux effets : on parle alors d'énergie du vide.

## Description
Dans la théorie de l'électrodynamique quantique, les particules élémentaires échangent des photons virtuels pour interagir. Ces particules virtuelles utilisent l'énergie du vide pour apparaître, agir puis disparaître, dans les limites du principe d'incertitude.

## Inégalité d'Heisenberg
Les inégalités d'Heisenberg, connues sous le nom de principe d'incertitude, sont une conséquence directe de la dualité onde-corpuscule. L'une d'elles, controversée, permet d'écrire : {\displaystyle \Delta E\cdot \Delta t\geq \hbar /2}, où {\displaystyle \hbar } est la constante de Planck réduite. Cette inéquation signifie que le produit de la variation de l'énergie par une certaine durée (variation de temps) est obligatoirement supérieure à une valeur non nulle. Ce qui veut dire qu'il est possible d'emprunter de l'énergie au vide[C'est-à-dire ?] pendant un temps très court. C'est ce mécanisme qui est à l'origine des fluctuations du vide.

## Fluctuation du vide et création de paires de particules
L'équation la plus célèbre de la physique {\displaystyle E=mc^{2}} traduit l'équivalence entre masse et énergie. Donc en empruntant de l'énergie au vide il est possible de créer des particules massiques. Ce mécanisme est à l'origine de l'apparition de paires de particules virtuelles. Ainsi en mécanique quantique le vide est rempli de particules virtuelles apparaissant pendant un temps très bref avant de disparaître. Ces particules virtuelles apparaissent en théorie quantique des champs : leurs effets impliquent des corrections sur les calculs, dans les théories dites renormalisables. Ces calculs relativement compliqués sont régis par les règles des diagrammes de Feynman. Celles-ci[C'est-à-dire ?] viennent d'être comprises par[réf. nécessaire] des travaux de Pierre Cartier et Alain Connes.
Jean-Yves Grandpeix et François Lurçat ont construit une description mathématique du vide conçu comme un système de particules virtuelles (par transformation de Fourier sur le groupe de Poincaré) en les définissant ainsi : « Une particule virtuelle est celle dont la durée est trop brève pour être détectée par interaction avec un appareil macroscopique, mais détectable par la médiation de son interaction avec une particule réelle ».

## Fluctuation du vide et force de Casimir
La manifestation expérimentale la plus flagrante scientifiquement vérifiée des fluctuations du vide est la force de Casimir. Entre deux miroirs plans parfaits s'exerce une force attractive qui a pour origine les fluctuations du vide.

## Fluctuation du vide et décalage de Lamb
Le premier effet observé des fluctuations du vide est le dédoublement des raies d'émissions dans les spectres atomiques.
Ce dédoublement crée des particules virtuelles qui peuvent interagir avec des particules réelles.

## Fluctuation du vide et rayonnement
Stephen Hawking  explique également l'évaporation des trous noirs à l'aide des fluctuations du vide. Sous l'effet de l'intense champ gravitationnel de ces astres, le vide quantique se trouve affecté, ce qui entraîne l'apparition d'un rayonnement de corps noir.
L'effet Unruh repose également sur une interprétation des fluctuations du vide. Le décalage vers le rouge des photons virtuels, dû à une accélération uniforme, entraîne l'apparition d'un rayonnement de corps noir.